# Black Black
Black Black (ブラックブラック Burakku Burakku) là một nhãn hiệu kẹo cao su chứa cafein được sản xuất tại Nhật Bản bởi tập đoàn Lotte. Nó đã được bán từ năm 1983 và phổ biến ở Nhật Bản, một phần là do quảng cáo thương mại truyền hình nổi tiếng của nó với ngôi sao Jean-Claude Van Damme. Sau khi được đề cập bởi tạp chí Wired vào năm 2003, Lotte Black Black trở nên phổ biến ở Hoa Kỳ. Tên Black Black có nguồn gốc từ màu của nó giống với màu than củi.
Thành phần gồm có đường, xi rô tinh bột, glucose, erythritol, chiết xuất trà ô long, chiết xuất bạch quả, chiết xuất chi Cúc, cơ sở kẹo cao su, hương liệu, chất tạo màu (bột cacao, chi Dành dành), cafein và nicotinamide. Một truyền thuyết đô thị khăng khăng cho rằng kẹo cao su có chứa nicotin, quan niệm sai lầm xuất phát từ sự nhầm lẫn với nicotinamide, một chất khác liên quan đến vitamin B.